# Auufer
Auufer er en by og kommune i det nordlige Tyskland, beliggende i Amt Breitenburg under Kreis Steinburg. Kreis Steinburg ligger i den sydvestlige del af delstaten Slesvig-Holsten.

## Geografi
Auufer liegger ved floden Stör lige syd for byen Kellinghusen. En komunegrænsen dannes af vandløbene Stör, Bramau og Hörner Au, hvilke er grunden til kommunens navn.